# Hệ thống Đại học Alaska
Hệ thống Đại học Alaska (tiếng Anh: University of Alaska System) là một hệ thống các viện đại học công lập của tiểu bang Alaska, Hoa Kỳ. Hệ thống này được thành lập vào năm 1917 và bao gồm ba viện đại học thành viên trên 19 cơ sở. Hệ thống này có gần 30.000 sinh viên đang theo học với 400 chương trình đào tạo khác nhau. Với dân số ít hơn hầu hết các tiểu bang khác, Hệ thống Đại học Alaska có quy mô tương đối nhỏ. Tuy nhiên, hệ thống có giảng dạy một số ngành khoa học đáng chú như ngành địa chất học, khoa học khí quyển và sinh học động vật hoang dã. Với quy mô dân số nhỏ, diện tích đất liên bang cấp cho Hệ thống Đại học Alaska theo Đạo luật Morrill ít thứ hai trong cả nước.

## Quản lý
Đại học Alaska được chính thức thành lập theo Điều VII của Hiến pháp bang Alaska. Điều này cũng quyết định thành lập một hội đồng quản trị, do thống đốc bang bổ nhiệm và được quốc hội của bang thông qua, có nhiệm vụ quản lý các trường đại học trong hệ thống. Các thành viên trong hội đồng quản trị đều có nhiệm kỳ tám năm, ngoại trừ đại diện là sinh viên được ba viện đại học thành viên đề cử cho nhiệm kỳ hai năm. Hội đồng này chọn ra một hiệu trưởng giám sát việc quản lý toàn tiểu bang. Cấp dưới của hiệu trưởng là ba chưởng ấn (chancellors), với trách nhiệm quản lý đối với ba viện đại học tương ứng. Ngoài ra còn có Liên minh Lãnh đạo Sinh viên (Coalition of Student Leaders), hoạt động như hội đồng sinh viên, nêu ra các vấn đề và ý kiến của bộ phận sinh viên đang theo học.

## Đại học Alaska Anchorage
Đại học Alaska Anchorage (UAA) là viện đại học lớn nhất tiểu bang, với khoảng 15.000 sinh viên theo học trên tất cả các cơ sở của trường, chiếm khoảng 2/3 tổng số sinh viên theo học toàn Hệ thống Đại học Alaska. Đại học Alaska Anchorage có 12 trường cao đẳng trực thuộc, bốn trong số đó là các trường cao đẳng cộng đồng nằm tại Valdez, Bán đảo Kenai (Soldotna và Homer), Kodiak và Mat-Su. UAA hiện đang thi đấu tại 13 môn thể thao khác nhau thông qua NCAA với tên gọi Alaska Seawolves. Quỹ Carnegie đã phân loại đại học này là cơ sở giáo dục cộng đồng với số lượng tuyển sinh cao qua các chương trình đại học cân bằng giữa nghệ thuật, khoa học và chuẩn bị chuyên sâu. Trường y khoa duy nhất của bang Alaska cũng như chương trình WWAMI được quản lý thông qua cơ sở đại học tại Anchorage. Viện đại học này cũng là nơi tổ chức chương trình đào tạo cử nhân phi công duy nhất được FAA phê duyệt trên tiểu bang.

## Đại học Alaska Fairbanks
Đại học Alaska Fairbanks (UAF) đã từng mang tên gọi chính thức là Đại học Alaska từ năm 1925 đến năm 1975. Ngày nay, UAF là trụ sở của Viện Địa vật lý (Geophysical Institute) nổi tiếng, nơi vận hành cơ sở nghiên cứu Poker Flat (Poker Flat Research Range), nơi thực hiện thử nghiệm tên lửa tại trường đại học. Đây là viện đại học đầu tiên được thành lập ở tiểu bang Alaska và là cơ sở đại học đầu tàu của Hệ thống Đại học Alaska.
Đại học Alaska Fairbanks sở hữu năm cơ sở vệ tinh ở Fairbanks: Cơ sở Bristol Bay ở Dillingham, cơ sở Chukchi ở Kotzebue, cơ sở Interior Alaska, cơ sở Kuskokwim ở Bethel, và cơ sở Tây Bắc ở Nome. Cơ sở Kuskokwim cũng vận hành một trung tâm học tập từ xa ở Vịnh Hooper.

## Đại học Alaska Southeast
Đại học Alaska Southeast (UAS) tọa lạc tại thủ phủ Juneau của bang Alaska và là đại học nhỏ nhất trong hệ thống. Viện đại học này có ba cơ sở khác nhau ở Juneau, Sitka và Ketchikan. UAS tập trung vào nền tảng giáo dục khai phóng và học tập thực nghiệm. Có bốn trường học thuật chuyên ngành tại UAS gồm: Trường Nghệ thuật & Khoa học (School of Arts & Sciences), Trường Quản lý (School of Management), Trường Giáo dục Nghề nghiệp (School of Career Education) và Trường Giáo dục (School of Education). Kể từ năm 2017, Hội đồng Quản trị Alaska đã chỉ định UAS làm trung tâm giảng dạy của Cao đẳng Giáo dục của Đại học Alaska (College of Education University of Alaska).